# Julián Sánchez Bort
Julián Sánchez Bort (ur. 1725, zm. 31 sierpnia 1781) – hiszpański inżynier wojskowy i architekt. 
Zaprojektował główną fasadę Katedry w Lugo, był odpowiedzialny za projekty wojskowe w Ferrol, Kartagenie i Kadyksie. Współpracował z hrabią Floridablanca przy budowie Kanału Aragońskiego.